# Ricinulei
I Ricinulei (THORELL, 1876) costituiscono un ordine di Aracnidi (subphylum Chelicerata).
Fino al 2008 erano state descritte nel mondo 60 specie, appartenenti tutte alla famiglia delle Ricinoididae.